# Sergei Ivanov
Sergei Ivanov (ros. Сергей Иванов, Siergiej Iwanow; ur. 5 stycznia 1958) – estoński polityk pochodzenia rosyjskiego, w latach 1995–2007 poseł do Riigikogu VIII, IX i X kadencji. 

## Życiorys
Ukończył studia inżynierskie w Tallińskim Uniwersytecie Technicznym i politologiczne w Sankt Petersburgu. Po 1991 roku uzyskał naturalizację w Estonii. 
W 1995 roku przystąpił do Zjednoczonej Ludowej Partii Estonii (Eestimaa Ühendatud Rahvapartei, EÜRP). W tym samym roku został po raz pierwszy wybrany posłem do Riigikogu – był jednym z sześciu Rosjan w VIII kadencji. W wyborach w 1999 i 2003 uzyskiwał reelekcję do parlamentu: jako przedstawiciel Rosyjsko-Bałtyckiej Partii Estonii oraz Partii Reform. Zasiadał także w radzie miejskiej Tallinna jako jej wiceprzewodniczący. Od 1999 do 2003 roku był zastępcą delegata, zaś od 2003 do 2007 roku delegatem do Zgromadzenia Parlamentarnego Rady Europy.
Po odejściu z Riigikogu wycofał się z działalności w Partii Reform i przystąpił do Partii Socjaldemokratycznej. W wyborach w 2011 bez powodzenia ubiegał się o mandat poselski z listy SDE. 
Był członkiem zarządu Tallińskiego Muzeum Rosyjskiego (Таллиннский Русский музей).